# Assassin's Creed Chronicles
Assassin's Creed Chronicles est une série de trois jeux vidéo développée par Climax Studios en collaboration avec Ubisoft Montréal et éditée par Ubisoft sur PlayStation 4, Xbox One et Windows, faisant partie de la franchise Assassin's Creed. Les jeux introduisent de nouveaux personnages et se déroulent dans un univers en 2,5D à défilement horizontal.
Le premier épisode, Chronicles: China, est commercialisé en avril 2015. Le deuxième, Chronicles: India, est sorti en janvier 2016 et le troisième, Chronicles: Russia, en février 2016. Une compilation intitulée Assassin's Creed Chronicles: Trilogy est également commercialisée sur PlayStation 4, Xbox One et Windows en février 2016, puis sur PlayStation Vita en avril 2016.

## Trame

### Chronicles: China
Dans Chronicles: China le joueur incarne Shao Jun durant la chute de la dynastie Ming. Après avoir été formée par le légendaire assassin italien Ezio Auditore da Firenze, Shao Jun est de retour dans son pays natal pour se venger contre le groupe Templier des Huit Tigres, qui a anéanti la Confrérie chinoise dont elle est la dernière représentante. La quête de Shao Jun l’emmène à Macao, Nan'an, la Cité interdite et la Grande Muraille.

### Chronicles: India
Assassin's Creed Chronicles: India met en vedette l'assassin indien Arbaaz Mir en 1841, alors que l'Empire sikh est en guerre avec la Compagnie britannique des Indes orientales.

### Chronicles: Russia
Assassin's Creed Chronicles: Russia narre l'histoire de l'assassin russe Nikolai Orelov en 1918, aux lendemains de la révolution d'Octobre. Orelov veut partir avec sa famille, mais il lui est demandé d'effectuer une dernière mission pour l'Ordre des Assassins : infiltrer la maison où la famille du tsar est détenue par les bolcheviks et voler un artefact disputé par les Assassins et les Templiers depuis plusieurs siècles. En cours de route, il est témoin du massacre des enfants du tsar Nicolas II, mais parvient à sauver la princesse Anastasia. Il doit échapper aux Templiers, tout en protégeant l'artefact et Anastasia.
Nikolai utilise un fusil à lunette, pour tirer sur des cibles éloignées. Une baïonnette est fixée au fusil, pour les combats au corps à corps.

## Système de jeu
Chronicles se veut très différent de ses prédécesseurs. Le jeu étant linéaire, il impose de ce fait un gameplay différent des autres opus de la franchise. 

## Développement
Assassin's Creed Chronicles: China est annoncé initialement en tant que contenu additionnel d'Assassin's Creed Unity. Le jeu devient finalement un jeu à part entière et sort le 22 avril 2015 sur PlayStation 4, Xbox One et Windows.

## Accueil
Chronicles reçoit un accueil mitigé de la part de la presse spécialisée qui reproche notamment une faible technicité et la rigidité des combats.